# Bre-Z
 (juin 2021).
La mise en forme du texte ne suit pas les recommandations de Wikipédia : il faut le « wikifier ».
Les points d'amélioration suivants sont les cas les plus fréquents :
- Les titres sont pré-formatés par le logiciel. Ils ne sont ni en capitales, ni en gras.
- Le texte ne doit pas être écrit en capitales (les noms de famille non plus), ni en gras, ni en italique, ni en « petit »…
- Le gras n'est utilisé que pour surligner le titre de l'article dans l'introduction, une seule fois.
- L'italique est rarement utilisé : mots en langue étrangère, titres d'œuvres, noms de bateaux, etc.
- Les citations ne sont pas en italique mais en corps de texte normal. Elles sont entourées par des guillemets français : « et ».
- Les listes à puces sont à éviter, des paragraphes rédigés étant largement préférés. Les tableaux sont à réserver à la présentation de données structurées (résultats, etc.).
- Les appels de note de bas de page (petits chiffres en exposant, introduits par l'outil «  Source ») sont à placer entre la fin de phrase et le point final[comme ça].
- Les liens internes (vers d'autres articles de Wikipédia) sont à choisir avec parcimonie. Créez des liens vers des articles approfondissant le sujet. Les termes génériques sans rapport avec le sujet sont à éviter, ainsi que les répétitions de liens vers un même terme.
- Les liens externes sont à placer uniquement dans une section « Liens externes », à la fin de l'article. Ces liens sont à choisir avec parcimonie suivant les règles définies. Si un lien sert de source à l'article, son insertion dans le texte est à faire par les notes de bas de page.
- La présentation des références doit suivre les conventions bibliographiques. Il est recommandé d'utiliser les modèles {{Ouvrage}}, {{Chapitre}}, {{Article}}, {{Lien web}} et/ou {{Bibliographie}}. Le mode d'édition visuel peut mettre en forme automatiquement les références.
- Insérer une infobox (cadre d'informations à droite) n'est pas obligatoire pour parachever la mise en page.

Pour une aide détaillée, merci de consulter Aide:Wikification.
Si vous pensez que ces points ont été résolus, vous pouvez retirer ce bandeau et améliorer la mise en forme d'un autre article.
Calesha "Bre-Z" Murray est née le 22 juillet 1987. Elle est une actrice et rappeuse américaine, connue par ses rôles de Tamia "Coop" Cooper dans la série américaine All American et comme Freda Gatz dans Empire.

## Jeunesse
Bre-Z est née à Philadelphie, Pennsylvanie, mais a grandi à Wilmington, Delaware. Sa grand-mère lui donne le surnom de "Bre-Z" à la naissance, quand elle n'arrêtait pas de pleurer jusqu'à ce qu'une fenêtre soit fermée, ils l'appelaient donc "breezy". Elle a découvert que ce n'était pas son vrai prénom lorsqu'elle est rentrée à l'école élémentaire. Quand elle était enfant, elle avait les cheveux courts et les personnes la prenait souvent pour un garçon. En sixième, elle décide qu'elle souhaite faire de la musique. Sa mère travaille dans l'industrie du divertissement, et Bre-Z s'est réveillée une fois avec le Wu-Tang Clan dans son salon. Bre-Z savait donc qu'elle voulait s'investir dans l'industrie du divertissement dès son plus jeune âge. Elle a été diplômée en 2005. Elle a été à l'Université Full Sail à Winter Park, Floride. En 2008, elle déménage à Atlanta quand sa mère trouve un travail là-bas et Bre-Z commence à être coiffeuse pour gagner de l'argent. Elle a commencé à couper des cheveux à l'âge de 10 ans. Elle vient d'une famille de barbers et son grand-père, son père et sa mère ont tous travaillé comme barbers. Quand elle a travaillé comme coiffeuse, elle a coupé les cheveux d'Akon ou de Ludacris. En 2014, elle déménage à Los Angeles pour poursuivre son rêve de devenir une musicienne avec juste un dollar sur son compte en banque.

## Carrière
Bre-Z a commencé sa carrière dans la musique à 14 ans avec des performances autour de Philadelphie. Son frère avait l'habitude de rapper et elle interprétait ses chansons jusqu'à ce qu'elle commence à faire les siennes. Quand elle avait 15 ans, elle a rencontré Freeway du groupe de rap State Property. Il l'amène dans le studio de son label Roc-A-Fella Records pour enregistrer sa première chanson avec elle. 
Bre-Z a commencé à écrire des chansons avec Dr. Dre, Jennifer Lopez, et The Game. Elle déménage à Los Angeles quand elle a 24 ans pour poursuivre sa carrière dans la musique. En 2015, après avoir atterri dans une audition grâce à un contact qu'elle a coiffé, Bre-Z a été prise pour le rôle de Freda Gatz. C'était sa première audition et sa première expérience d'acting. Elle est apparue dans la bande sonore plusieurs fois tout au long de la diffusion, elle performait parfois sur ses propres chansons. En novembre 2018, elle a été la marraine de la parade de bienvenue de l'Université Xavier.
En 2018, Bre-Z a été prise pour le rôle de Tamia "Coop" Cooper dans la série All American. Elle a déclaré une fois que Coop est exactement celle qu'elle était au lycée, en mettant l'accent sur les similarités entre elle et son personnage. Son rôle a été salué et a permis de casser les barrières pour la communauté des LGBTQ.
Elle a réalisé en EP, The Grl en 2015 dans son propre label indépendant. Son album le plus récent est intitulé Full Circle.

## Vie personnelle
Concernant sa sexualité, elle a déclaré qu'elle voulait garder ses intérêts romantiques privés. Dans une interview, elle a dit "J'aime tout le monde. Mais quand il s'agit de tout ce qui se trouve sous mes vêtements, de tout ce qui se trouve à l'intérieur de ma maison ou dans ma chambre ... j'ai l'impression à un moment donné d'être dans le public, vous devez garder quelque chose pour vous. Et c'est exactement ce que je choisis de garder pour moi. "
Bre-Z est très spirituelle. Elle vit à Los Angeles. Son film préféré est Juice. 
Le 16 mars 2021, Bre-Z a demandé en fiançailles sa petite amie Chris Amor devant ses amis et sa famille.

## Filmographie
| Year         | Title                 | Role                | Notes                            |
| ------------ | --------------------- | ------------------- | -------------------------------- |
| 2015-2019    | Empire                | Freda Gatz          | Recurring character, 31 episodes |
| 2016         | The Real              | Self                | 1 Episode                        |
| 2017         | Tales                 | Ty                  | Episode: "Children's Story"      |
| 2017         | The New Edition Story | Peanut Bell         | Episode: "Part 1"                |
| 2018         | Celebrity Page        | Self                | 1 Episode                        |
| 2018-present | All American          | Tamia "Coop" Cooper | Series Regular                   |

| Year | Title             | Role   | Notes           |
| ---- | ----------------- | ------ | --------------- |
| 2017 | Fat Camp          | Winnie |                 |
| 2018 | Down for Whatever | Denise | TV Movie        |
| 2020 | 16 Bars           | Taj    | post-production |